# ادی لایونس
ادی لایونس (انگلیسی: Eddie Lyons؛ ‏ ۲۵ نوامبر ۱۸۸۶ – ۳۰ اوت ۱۹۲۶) بازیگر و کارگردان اهل ایالات متحده آمریکا بود. وی بین سال‌های ۱۹۱۱ تا ۱۹۲۶ میلادی فعالیت می‌کرد.
از فیلم‌های او می‌توان به یه جورایی عملیات نجات اشاره کرد.